# Live (album Black Uhuru)
Live – trzeci album koncertowy Black Uhuru, jamajskiej grupy muzycznej wykonującej roots reggae. 
Płyta została wydana w roku 1995 przez jamajską wytwórnię Sonic Sounds Records. Znalazło się na niej nagranie z koncertu zespołu w San Diego w roku 1993. Produkcją krążka zajął się Melvin Rowe. 

## Lista utworów
1. "Eden"
2. "Peace & Love"
3. "Army Band"
4. "What Is Life"
5. "Anthem"
6. "Crack"
7. "So Many Years"
8. "Thinking About You"
9. "Imposter"
10. "Freedom Fighter"
11. "Hey Joe"

## Muzycy

### Black Uhuru
- Duckie Simpson - wokal
- Don Carlos - wokal
- Rudolph "Garth" Dennis - wokal

### Instrumentaliści
- Earl "Chinna" Smith - gitara
- Chris Meredith - gitara basowa
- Earl "Bagga" Walker - gitara basowa
- Marcus "Rangatan" Smith - perkusja
- Tony "Asha" Brissett - keyboard